# جان بوسيجور
جان أندريه إيمانويل بوسيجور كوليكويرو (بالإسبانية: Jean André Emanuel Beausejour Coliqueo)‏ (مواليد 1 يونيو 1984 في سانتياغو) لاعب كرة قدم تشيلي من أصول هاييتية يلعب حاليا لصالح نادي أمريكا المكسيكي .

## روابط خارجية
- جان بوسيجور على موقع الاتحاد الدولي (مؤرشف)  (الإنجليزية)
- جان بوسيجور على موقع قاعدة بيانات كرة القدم.إي يو (الإنجليزية)
- جان بوسيجور على موقع ناشيونال فوتبول تيمز (الإنجليزية)
- جان بوسيجور على موقع Soccerbase.com (لاعب) (الإنجليزية)
- جان بوسيجور على موقع Soccerway.com (الإنجليزية)
- جان بوسيجور على موقع عالم كرة القدم.نت (الإنجليزية)
- جان بوسيجور على موقع كووورة
- جان بوسيجور على موقع AS.com (الإسبانية)